# Philipp Wilhelm Grimm

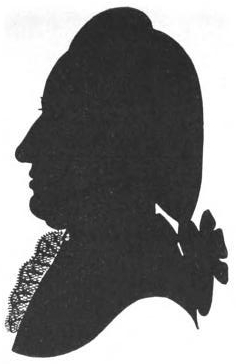
Silhouette von Philipp Wilhelm Grimm

Philipp Wilhelm Grimm (* 19. September 1751 in Steinau an der Straße; † 10. Januar 1796 ebenda) war ein deutscher Jurist und Amtmann der hanauischen Ämter Schlüchtern und Steinau. Er war u. a. der Vater der Brüder Grimm.

## Leben und Wirken

### Eltern
Sein Vater war der Steinauer Pfarrer Friedrich Grimm der Jüngere (1707–1777), seine Mutter Christine Elisabeth, geb. Heilmann (1715–1754).

### Karriere

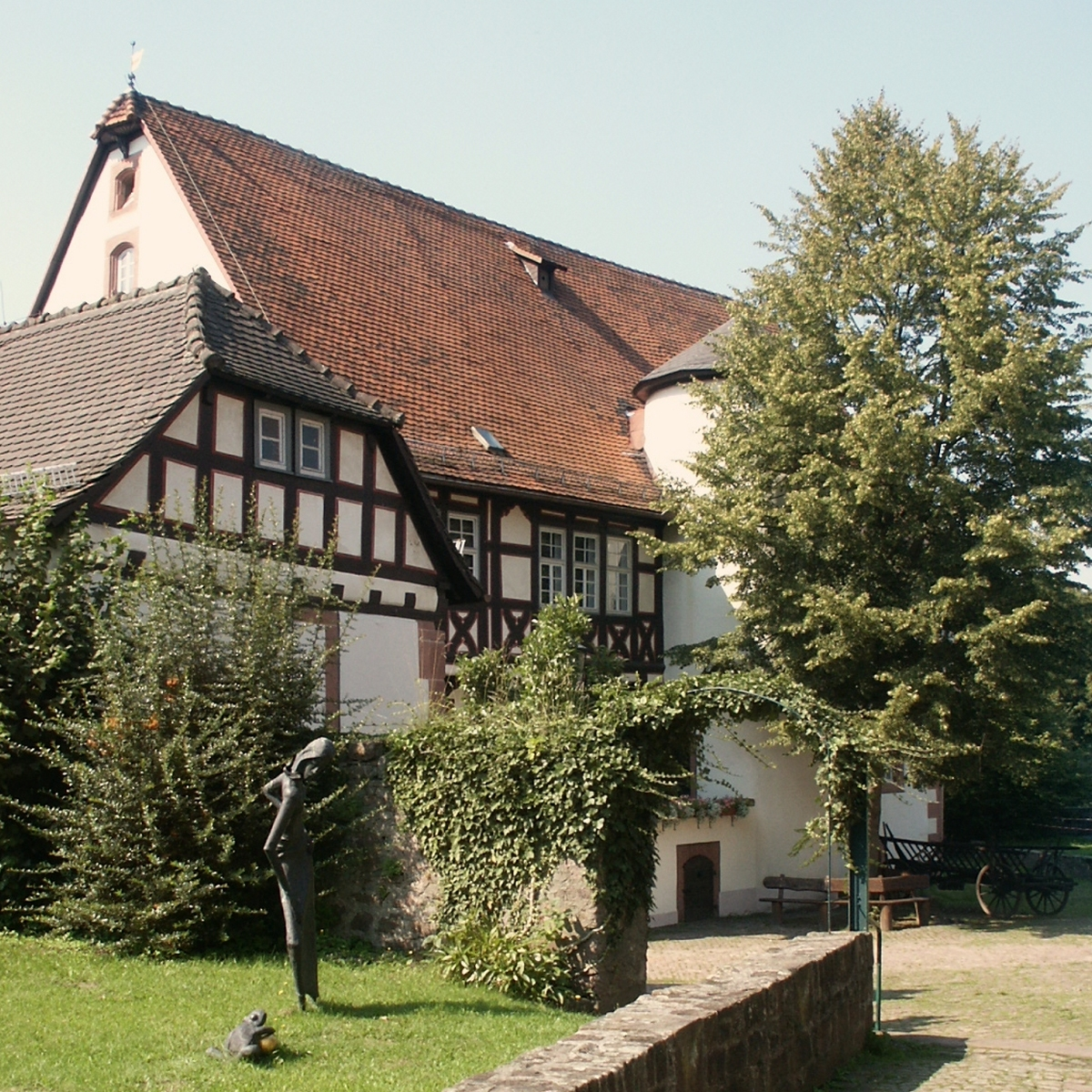
Ehemaliges Amtshaus in Steinau an der Straße (heute Brüder Grimm-Haus)

Philipp Wilhelm Grimm studierte Rechtswissenschaften an der Hohen Landesschule in Hanau, der Hohen Schule Herborn und an der Philipps-Universität Marburg.
1778 war er Hofgerichtsadvokat in Hanau. 1782 wurde er Stadtschreiber der Altstadt Hanau, wo er 1787 den Titel eines Stadtsekretärs erhielt. Ebenfalls 1782 wurde er zugleich Landschreiber des Amtes Büchertal der Grafschaft Hanau im Reichsfürstentum Landgrafschaft Hessen-Kassel.
1791 wurde er zum Amtmann der hanauischen Ämter Schlüchtern und Steinau bestellt, was den Umzug der Familie nach Steinau an der Straße in das dortige Amtshaus zur Folge hatte. Philipp Wilhelm Grimm war nicht nur oberster Verwaltungsbeamter, sondern gleichzeitig auch Richter und Notar der Ämter Schlüchtern und Steinau, deren räumliches Gebiet etwa dem Großteil des späteren, bis 1974 bestehenden Landkreises Schlüchtern entspricht, der dann in dem heutigen Main-Kinzig-Kreis aufging.
Fünf Jahre nach seinem Dienstantritt starb Philipp Wilhelm Grimm – erst 44 Jahre alt – in Steinau an einer Lungenentzündung.

### Familie
Am 23. Februar 1783 heiratete Philipp Wilhelm Grimm die Tochter eines Hanauer Kanzleirats, Dorothea Zimmer (* 20. November 1755 in Kassel; † 27. Mai 1808). Aus dieser Ehe gingen neun Kinder hervor:
- Friedrich Hermann Georg Grimm (* 12. Dezember 1783; † 16. März 1784)
- Jacob Ludwig Carl Grimm (* 4. Januar 1785 in Hanau; † 20. September 1863 in Berlin)
- Wilhelm Carl Grimm (* 24. Februar 1786 in Hanau; † 16. Dezember 1859 in Berlin) ⚭ 15. Mai 1825 Henriette Dorothea Wild (* 23. Mai 1795; † 22. August 1867)
- Carl Friedrich Grimm (* 24. April 1787 in Hanau; † 25. Mai 1852)
- Ferdinand Philipp Grimm (* 18. Dezember 1788 in Hanau; † 6. Januar 1845)
- Ludwig Emil Grimm (* 14. März 1790 in Hanau; † 4. April 1863)
- Friedrich Grimm (* 15. Juni 1791; † 20. August 1792)
- Charlotte Amalie Grimm (Lotte) (* 10. Mai 1793; † 15. Juni 1833) ⚭ 2. Juli 1822 Hans Daniel Ludwig Friedrich Hassenpflug (* 26. Februar 1794 in Hanau; † 10. Oktober 1862 in Marburg)
- Georg Eduard Grimm (* 26. Juli 1794; † 19. April 1795)

### Erziehung von Jacob und Wilhelm Grimm
Während der Kinderzeit von Jacob und Wilhelm Grimm in Hanau (1785–1791) waren besonders der Vater Philipp Wilhelm Grimm und die verwitwete Tante Juliane Charlotte Friederike Grimm für die kulturelle Bildung und spätere berufliche Entwicklung der Brüder von großer Bedeutung. Die Mutter der Brüder, Dorothea Zimmer, war dagegen zuständig für eine geregelte Haushaltsführung  und vermittelte den Söhnen das Gefühl von Wärme, Geborgenheit und menschlicher Nähe.
Bereits früh nahm Philipp Wilhelm Grimm seinen Sohn Jacob zu seinen Amtsgeschäften und zu beruflichen Auswärtsterminen mit. So fuhr er um die Jahreswende 1790/1791 mit dem kleinen Jacob Grimm in ein Dorf hinaus aufs Land, wo er beruflich zu tun hatte. Jacob Grimm schrieb später, wenn er im Winter reise, denke er manchmal noch immer, dass er beim Vater sitze und alles andere ein Traum sei.
Jacob Grimm lernte somit aus eigener Anschauung kennen, wie der Vater seine Amtsgeschäfte erledigte und Aufgaben der Gerichtsbarkeit als Richter und Notar ausführte. Für Jacob Grimm war dies von entscheidendem Einfluss auf seine eigene Entscheidung, später einmal Jura zu studieren. Als er 1802 in Marburg das Jura-Studium aufnahm, tat er dies, weil er sich den beruflichen Plänen des Vaters stets verpflichtet fühlte. Philipp Wilhelm Grimm bereitete seinen Sohn Jacob ganz gezielt auf das für den Sohn später einmal vorgesehene Jura-Studium vor. Er gab Jacob Rechtskundeunterricht, besprach Paragraphen mit ihm und schrieb ihm Fälle aus seiner eigenen Praxis zum späteren Gebrauch auf.
Jacob Grimm war fasziniert davon, wie der Vater richterliche und verwaltungsmäßige Aufgaben wahrnahm. Jacob Grimm schrieb später einmal: „Er war ein höchst arbeitsamer, ordentlicher, liebevoller  Mann; seine Stube, sein Schreibtisch und vor allem seine Schränke mit ihren sauber gehaltenen Büchern…sind mir leibhaft vor Augen.“
Die juristischen Grundkenntnisse, die Jacob Grimm bei seinem Vater lernte, wandte er wenige Jahre später bereits in Praxis an, als er nach dem Tod des Vaters in seiner Eigenschaft als „männliches Familienoberhaupt“ die geschäftlichen Interessen der Tante Henriette Philippine Zimmer aus Kassel vertrat und mit Leuten verhandelte, die seiner Tante Geld schuldeten.
Philipp Wilhelm Grimm war auch für Wilhelm Grimm ein liebevoller und fürsorglicher Vater. Mit Wilhelm unternahm er viele gemeinsame Spaziergänge in der Umgebung von Steinau. Wilhelm Grimm schrieb über diese Kinderzeit später einmal: „Die Gegend von Steinau hat etwas Angenehmes. Oft sind wir zusammen in den Wiesentälern und auf den Anhöhen umhergegangen.“
Mit großem Einfühlungsvermögen und Liebe übernahm er die elterliche Sorge auch für Wilhelm Grimm. Wilhelm Grimm schrieb später über die großfamiliäre Lebensgemeinschaft in Steinau: „Ich weiß noch die Zeit genau, wie der Vater sprach: Die Kinder werden immer größer, wir müssen eine Schüssel machen lassen, wo mehr hineingeht; da ward hernach eine neue blinkende Zinkschüssel angeschafft und ich freute mich, was da für grüne Erbsen hingehen würden.“
Während der Jahre in Steinau nahm Philipp Wilhelm Grimm seine Söhne Jacob und Wilhelm gerne mit in den Hof, in den Stall und in den Hausgarten. Während sie ihm bei der Arbeit halfen, lehrte er sie Grundlagen der Botanik und Zoologie. Gemäß der Familientradition erzog er Jacob und Wilhelm Grimm streng im reformierten Glauben.
Philipp Wilhelm Grimm weckte in seinen Söhnen auch die Liebe zur hessischen Heimat und zum Vaterland. Im Zeitalter der aufkommenden Revolutionskriege war es für ihn nicht immer leicht, die Amtsgeschäfte besonnen zu führen. Steinau, an einer Heeresstraße gelegen, wurde oft von gegnerischen Truppen durchquert. Philipp Wilhelm Grimm vermittelte seinen Söhnen auch in den Zeiten politischen Umbruchs stets ein Gefühl von persönlicher Sicherheit für die Familie.

### Vater und Tante als Erzieher
→ Siehe Hauptartikel: Juliane Charlotte Friederike Grimm
Eine kinderlose Schwester von Philipp Wilhelm Grimm, Juliane Charlotte Friederike Grimm (1735–1796), verehelichte Schlemmer, wohnte in Hanau und später in Steinau mit im Familienverband im Amtshaus. „Tante Schlemmer“ spielte gemeinsam mit dem Vater für die kindliche Erziehung von Jacob und Wilhelm eine wesentliche Rolle. Sie starb im gleichen Jahr wie ihr Bruder; bis zu ihrem Tod führte sie die Erziehung der Brüder Grimm fort und trug auch zur finanziellen Absicherung der Familie Grimm bei. Für Jacob und Wilhelm Grimm war sie eine wichtige Bezugsperson.

### Nachleben
→ Siehe Hauptartikel: Henriette Philippine Zimmer
Der frühe Tod von Philipp Wilhelm Grimm traf seine Witwe Dorothea Grimm, geborene Zimmer, und ihre sechs überlebenden Kinder auch wirtschaftlich hart. Sie mussten das Amtshaus verlassen und zogen in das Huttische Spital in Steinau um. Fortan sorgte Dorotheas ältere Schwester, Henriette Philippine Zimmer (1748–1815), für eine finanzielle Absicherung der Familie Grimm und ermöglichte später insbesondere Jacob und Wilhelm Grimm deren Schulausbildung und Studium. „Tante Zimmer“ holte die Brüder Grimm 1798, zwei Jahre nach dem Tod des Vaters, in ihre Obhut nach Kassel, um ihnen den Besuch des dortigen Lyzeums zu ermöglichen.

## Bedeutung

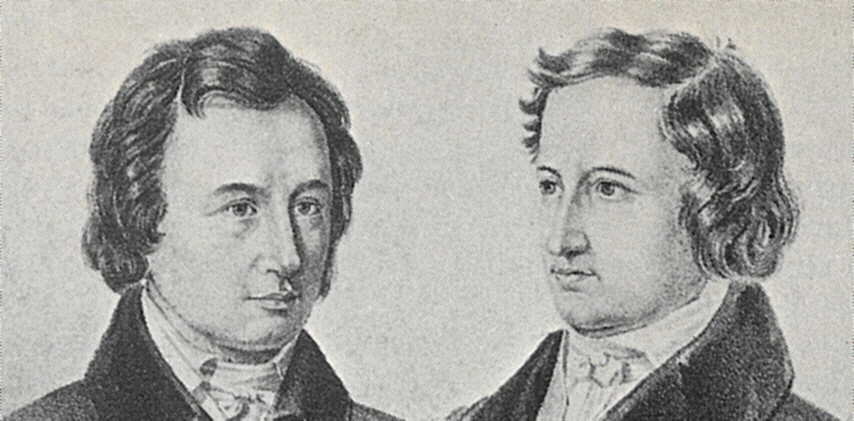
Die Brüder Grimm (links Wilhelm und rechts Jacob)

Inzwischen spricht auch die Grimm-Forschung dem milieuspezifischen und familiären Umfeld der Brüder Grimm große Bedeutung zu. So wird z. B. der Briefwechsel von Jacob und Wilhelm Grimm mit ihren älteren Verwandten (Mutter, Großvater Zimmer, Tante Zimmer, Vater, Tante Schlemmer) seit 1986 von der Arbeitsstelle Grimm-Briefwechsel an der Berliner Humboldt-Universität zusammengetragen, ediert und herausgegeben.
Dieser umfangreiche Briefwechsel umfasst die Jahre 1787 bis 1813, in denen die Brüder Grimm ihre entscheidenden Prägungen erfuhren. Auch nach dem frühen Tod des Vaters beschäftigten sich die Brüder Grimm in ihren Schriftwechseln wiederholt mit seinem Wesen und seinem beruflichen und privaten Wirken. Darüber hinaus thematisierte Jacob Grimm in den autobiographischen Schriften den Vater und seine Beziehung zu ihm mehrmals.
Das Wirken von Philipp Wilhelm Grimm als Amtmann in Steinau wird in dem 2005 eröffneten Museum Steinau …Museum an der Straße u. a. mit dargestellt, das sich in Steinau an der Straße in der ehemaligen, zwischenzeitlich massiv ausgebauten Amtshofscheune. Dieses Museum kooperiert mit dem direkt gegenüber liegenden Museum Brüder Grimm-Haus, das in dem ehemaligen Amtshaus untergebracht ist.